# براندون بيتش
براندون بيتش (بالإنجليزية: Brandon Beach)‏ هو سياسي أمريكي، ولد في 2 مايو 1961. حزبياً، نشط في الحزب الجمهوري.

## وصلات خارجية
- الموقع الرسمي